# Serigne Saliou Diop
Serigne Saliou Diop (japanisch ジョップ セリンサリウ Diop Serigne Saliou; * 30. Juni 2003 in der Präfektur Kanagawa) ist ein japanischer Fußballspieler.

## Karriere
Serigne Saliou Diop erlernte das Fußballspielen in der Universitätsmannschaft der Nagoya Sangyo University. Seinen ersten Vertrag unterschrieb er am 17. Februar 2023 bei V-Varen Nagasaki. Der Verein aus Nagasaki spielte in der zweiten japanischen Liga. Sein Zweitligadebüt gab Diop am 9. Juli 2023 (25. Spieltag) im Heimspiel gegen den Renofa Yamaguchi FC. Bei der 0:1-Heimniederlage wurde er in der 63. Minute für Ken Tokura eingewechselt. In seiner ersten Spielzeit bestritt er 13 Zweitligaspiele. Ende März 2024 wechselte er auf Leihbasis zum Drittligisten Matsumoto Yamaga FC. Für den Verein aus Matsumoto bestritt er bis Juli 2024 zehn Drittligaspiele. Nach der Ausleihe kehrte er am 9. Juli 2024 nach Nagasaki zurück.